# Église Saint-Léger de Monthermé
Pour les articles homonymes, voir Église Saint-Léger.
L'église Saint-Léger est l'une des trois églises de la commune de Monthermé et est dédiée à saint Léger[Où ?]. C'est une construction défensive bâtie en 1453 afin de servir de refuge aux habitants pendant les périodes de brigandage.

## Historique
Les vestiges les plus anciens de l'église Saint-Léger qui nous sont parvenus datent du XIIe siècle. Il s'agit du mur nord de la nef, du transept, des arcs de la croisée et collatéral nord.
Les guerres et les attaques de pillards, dont l'incursion des Écorcheurs d'Evrard IVe de la Marck (1445), endommagèrent fortement le bâtiment qui dut être rénové. Aux éléments ayant pu être récupérés, on flanqua le clocher, le chœur, et l'édifice fut voûté d'après le modèle des cathédrales gothiques de l'époque.
La reconstruction terminée, elle fut consacrée le 25 août 1452 par l'archevêque Jean II Jouvenel des Ursins.
L'édifice connut plusieurs modifications, notamment durant les guerres de religion où il fut fortifié. Les fenêtres furent transformées en meurtrières.
Au XVIIe siècle, en période de paix, les charpentes et la couverture furent refaites. La couverture fut d'abord à deux nefs parallèles, puis arrangées en pyramide.
L'église eut à subir certaines crues de la Meuse. Ainsi, en 1658, l'église n'était accessible qu'en nacelle et celle du 29 décembre 1740 provoqua la destruction de trois maisons. Le curé de l'époque, Pierre de la Haye, avait composé des inscriptions afin d'en commémorer le souvenir.

« Cette église se compose d'une nef principale, sans bas-côtés, à voûte ogivale, avec nervures anguleuses. Elle est précédée d'un porche ogival. Le chœur est à cinq pans, percé, ainsi que la nef, de fenêtres ogivales tréflées, avec et sans meneaux. Quelques restes de vitraux peints. Les contreforts sont simples et adhérents. L'église est crénelée. La porte latérale gauche est ogivale et d'un bel effet. À droite, on voit encore l'emplacement de deux autres portes ogivales qui ont été bouchées, mais les sculptures qui les encadraient ont été conservées. Il est probable que ces deux portes servaient de communication avec une maison particulière et que la porte latérale de gauche était l'entrée publique. Cette église mérite d'être conservée et il suffirait d'une faible dépense pour la remettre en état. Le pied des murs est très humide, parce que l'édifice, du côté gauche, est en contre-bas de plus d'un mètre : il faudrait déblayer ce côté »

— M. Hubert,Statistique, Travaux de l'Académie de Reims, L. XVIIe, p. 85, 1853
En 1925, cinq fresques ont été découvertes. Celles-ci ont été restaurées entre 1961 et 1967.

## Description

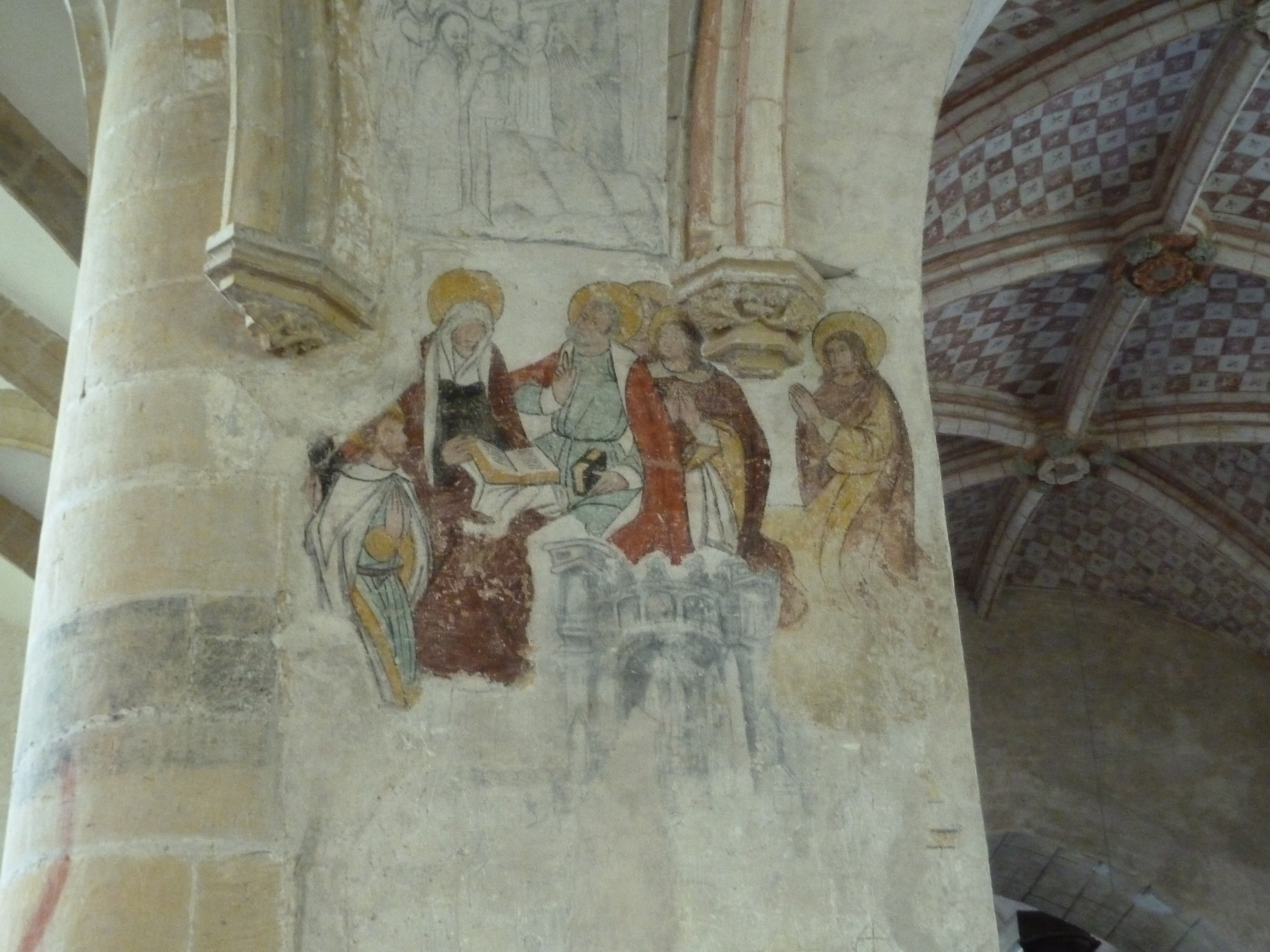
La Vierge entourée des apôtres

Les parties les plus anciennes, comprenant le mur nord de la nef, la croisée du transept et le collatéral nord sont datés du XIIe siècle.
Bâtiment fortifié, elle est flanquée d'une tourelle protégeant le portail nord et de meurtrières permettant de défendre le portail sud.
À l'intérieur, on peut observer:
- Une statue de saint Léger datant du XVIIIe siècle,
- Statue de saint Sébastien, en bois polychrome.
- Une cuve baptismale du XIIe siècle décorée de quatre figures humaines.
- Le maître-autel, en marbre rouge, colonnes et baldaquin, aurait été réalisé en 1783 par un artiste de Charleville-Mézières, François Feuillat.
- Une chaire à prêcher en bois sculpté, œuvre de l'artiste ardennais Cury (1742)
- Aigle lutrin en bois sculpté

- Les fresques du XVIe siècle.
  - Deux représentations de la Trinité :
    - Le Trône de Grâce (transept sud) : le Père porte le fils en croix sur lesquels plane l'Esprit Saint.
    - La Trinité (voûte du chœur) : Le Père, le Fils et le Saint-Esprit couronnent la Vierge Marie.

  - Le Christ Pentocrator.
  - La Descente de la croix.
  - Le Martyre de sainte Catherine d'Alexandrie.
  - Sainte Marthe (au-dessus de saint Nicolas).
  - La Vierge entourée des apôtres (pilier central).
  - L'arbre de Jessé (le père du roi David)[3].

L'édifice fait l’objet d’un classement au titre des monuments historiques depuis le 1er juin 1959. Les peintures murales  font l'objet, depuis le 22 janvier 1931, d'un classement au titre des objets mobiliers,.

## Liste de curés
- 1648, Jean David.
- 1679, Francois d'Ardel, mort le 3 mai 1686.
- 1686, Claude Barré.
- 1707, Pierre Fournil de la Haie, mort le 8 mai 1742.
- 1742, Honoré Masson, mort le 4 juillet 1804.
- 1813, M. Froment.
- 1821, M. Proveux, mort le 27 septembre 1823.
- 1828, M. Parent.
- 5 novembre 1833, M. Wilmet.
- 1849, M. Rivière.
- 1879, M. Paquier.
- 1er mai 1885, M. le chanoine Léopold Champenois.
- 1890, abbé P. Robert.
- 1966, Henri Brisfert prêtre ouvrier à Monthermé
- Années 1980/2000 ? M. abbé Lechat.

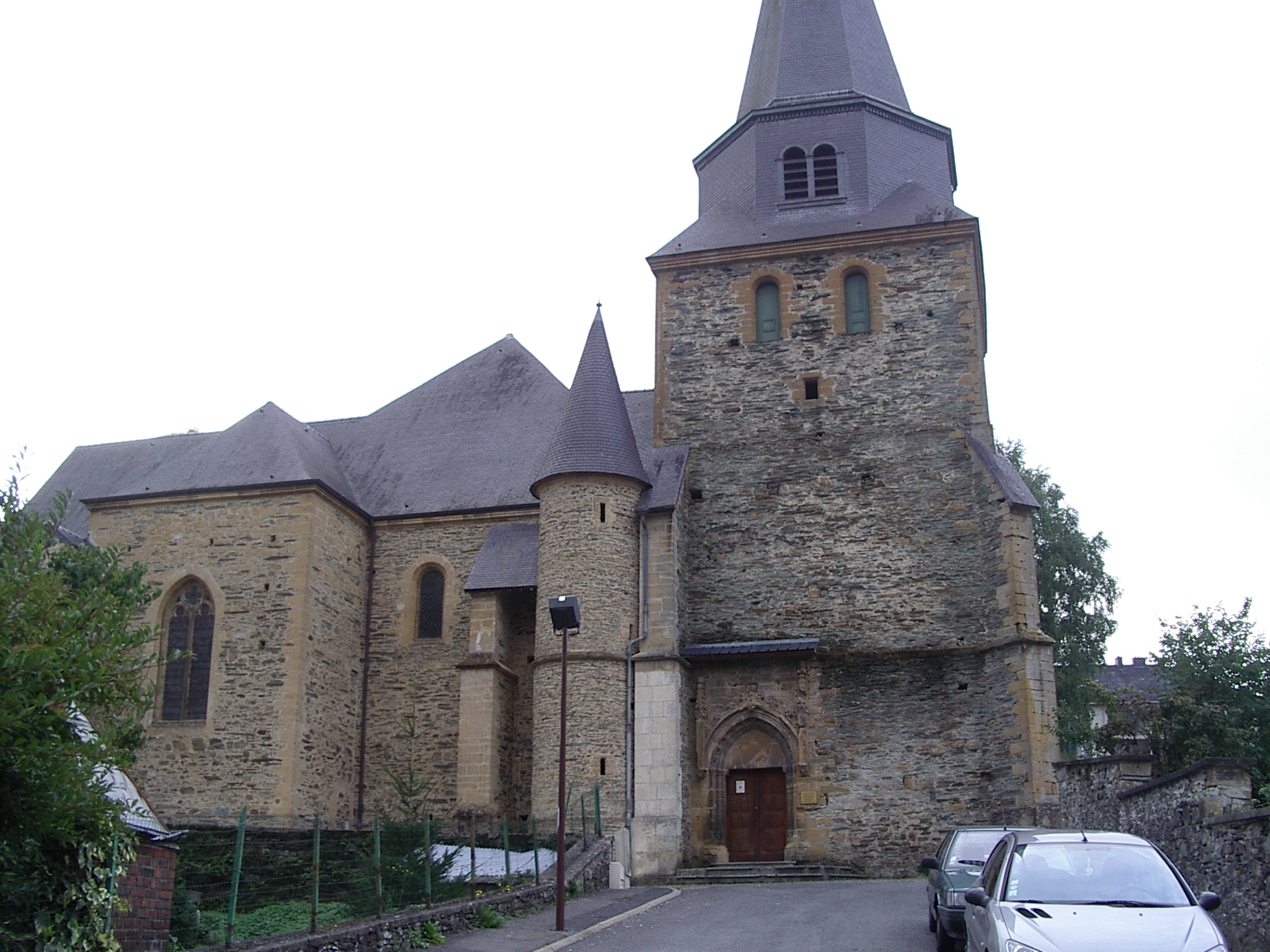
Tourelle protégeant le portail
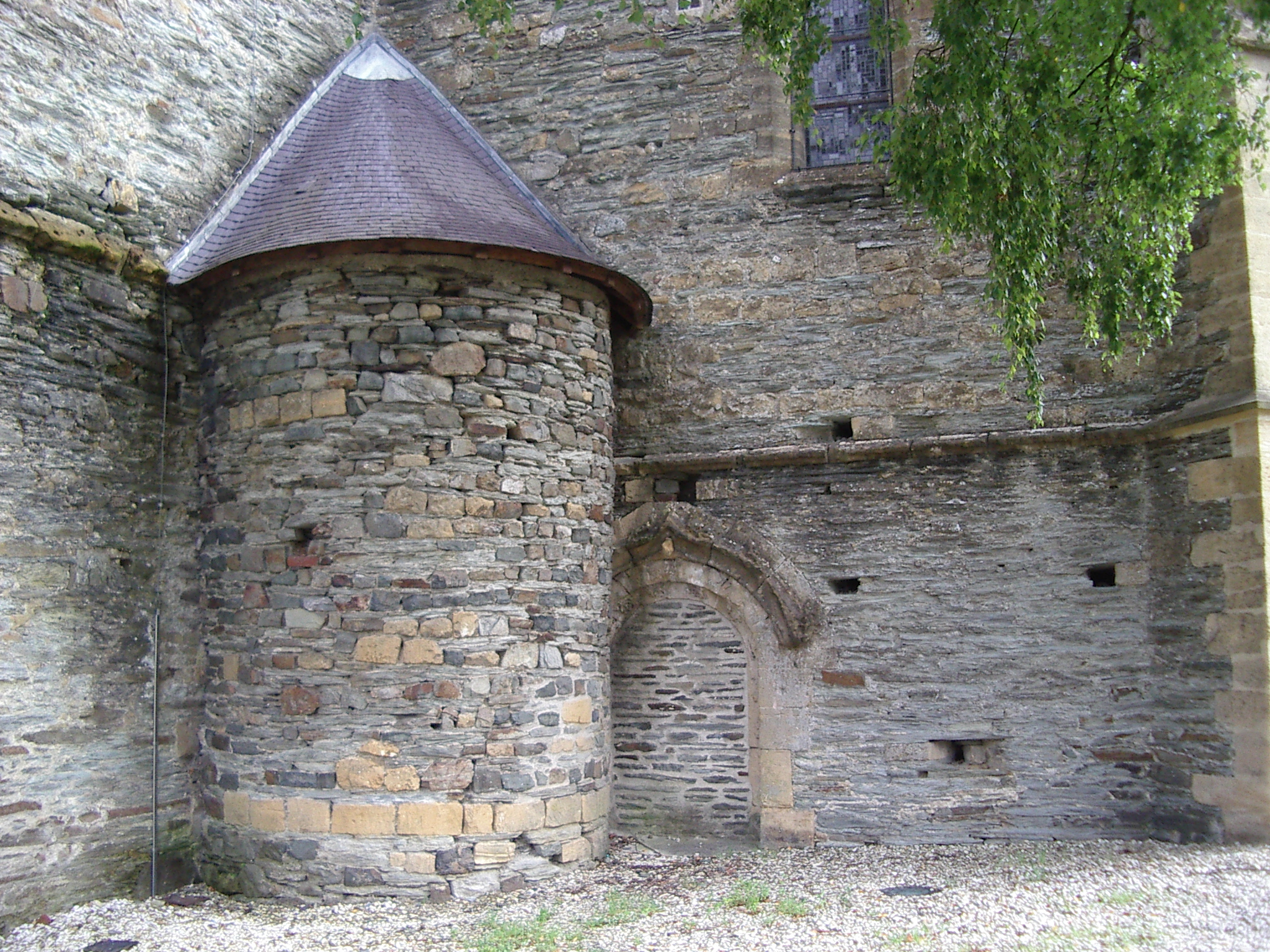
Tourelle nord
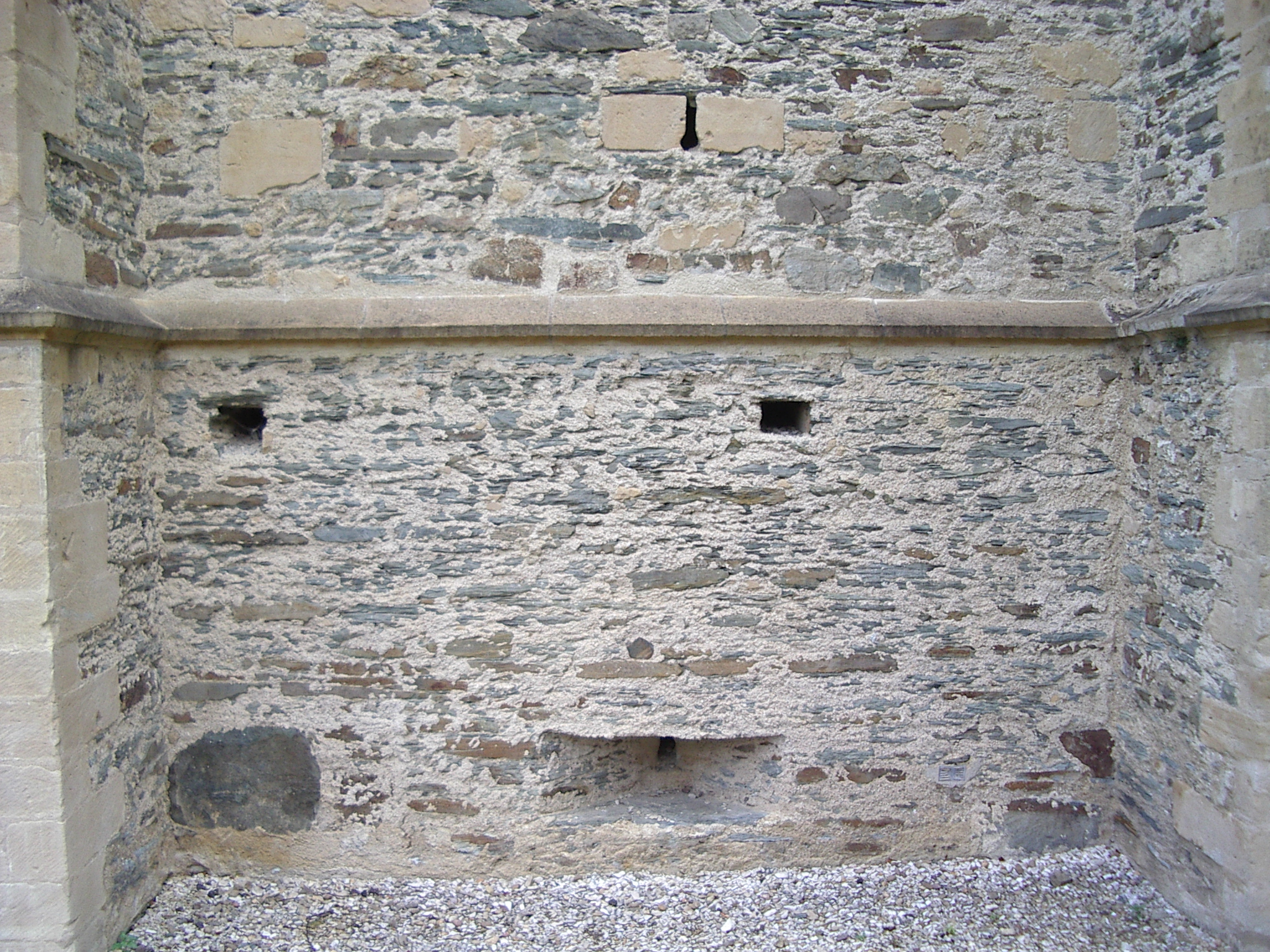
Meurtrières
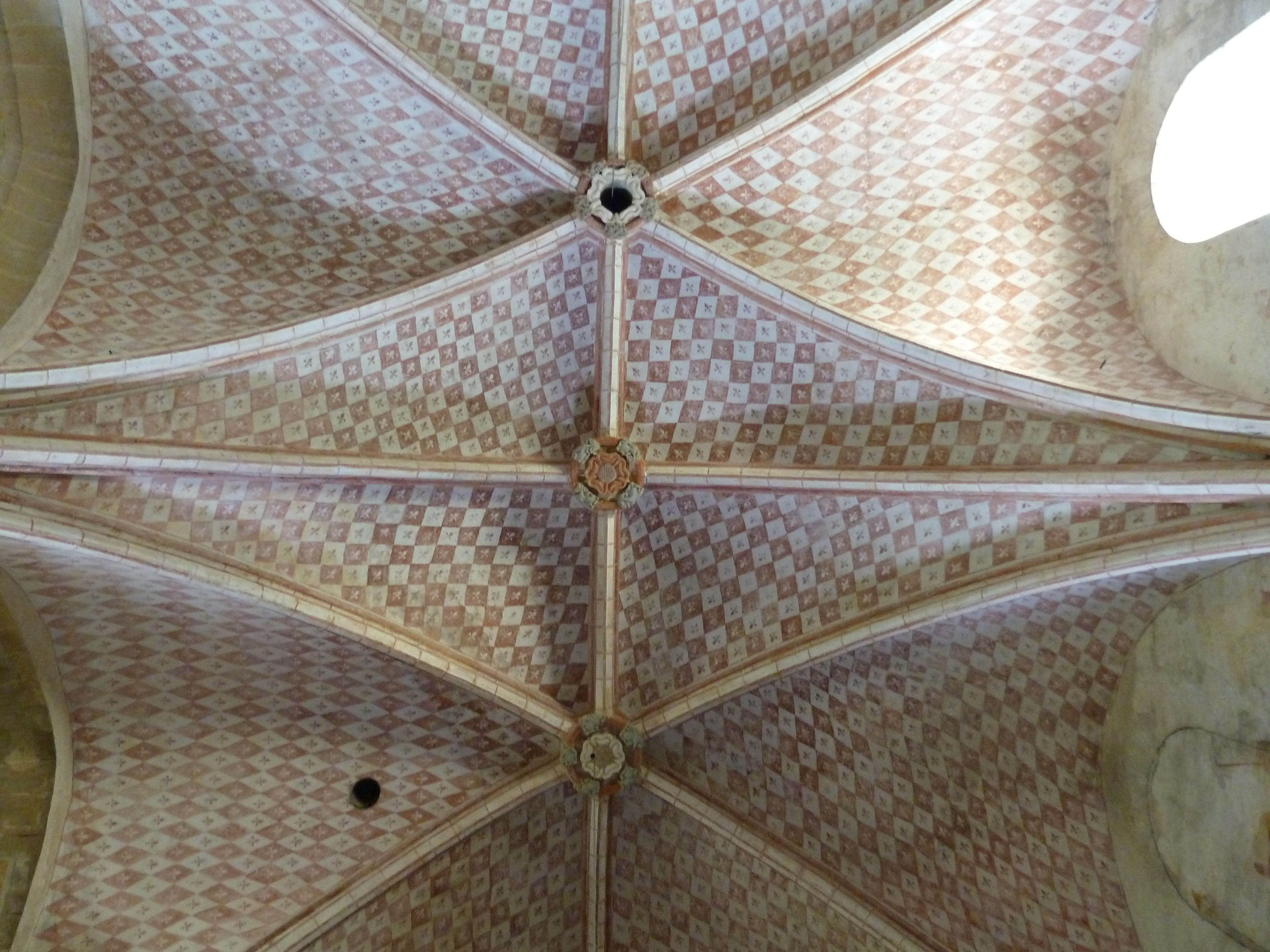
Plafond de la nef
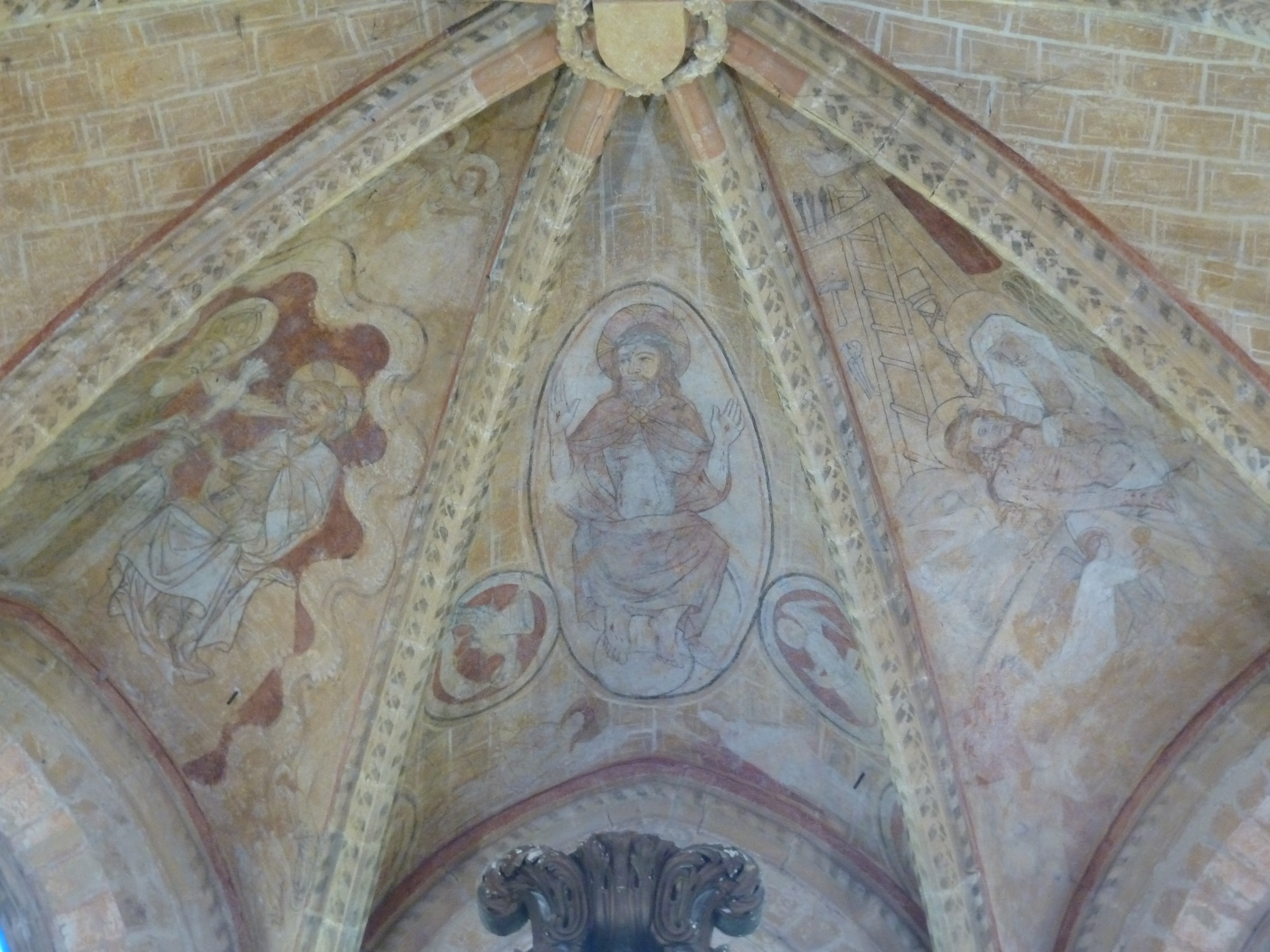
Voûte avec Couronnement de la Vierge, Christ en gloire et Descente de Croix
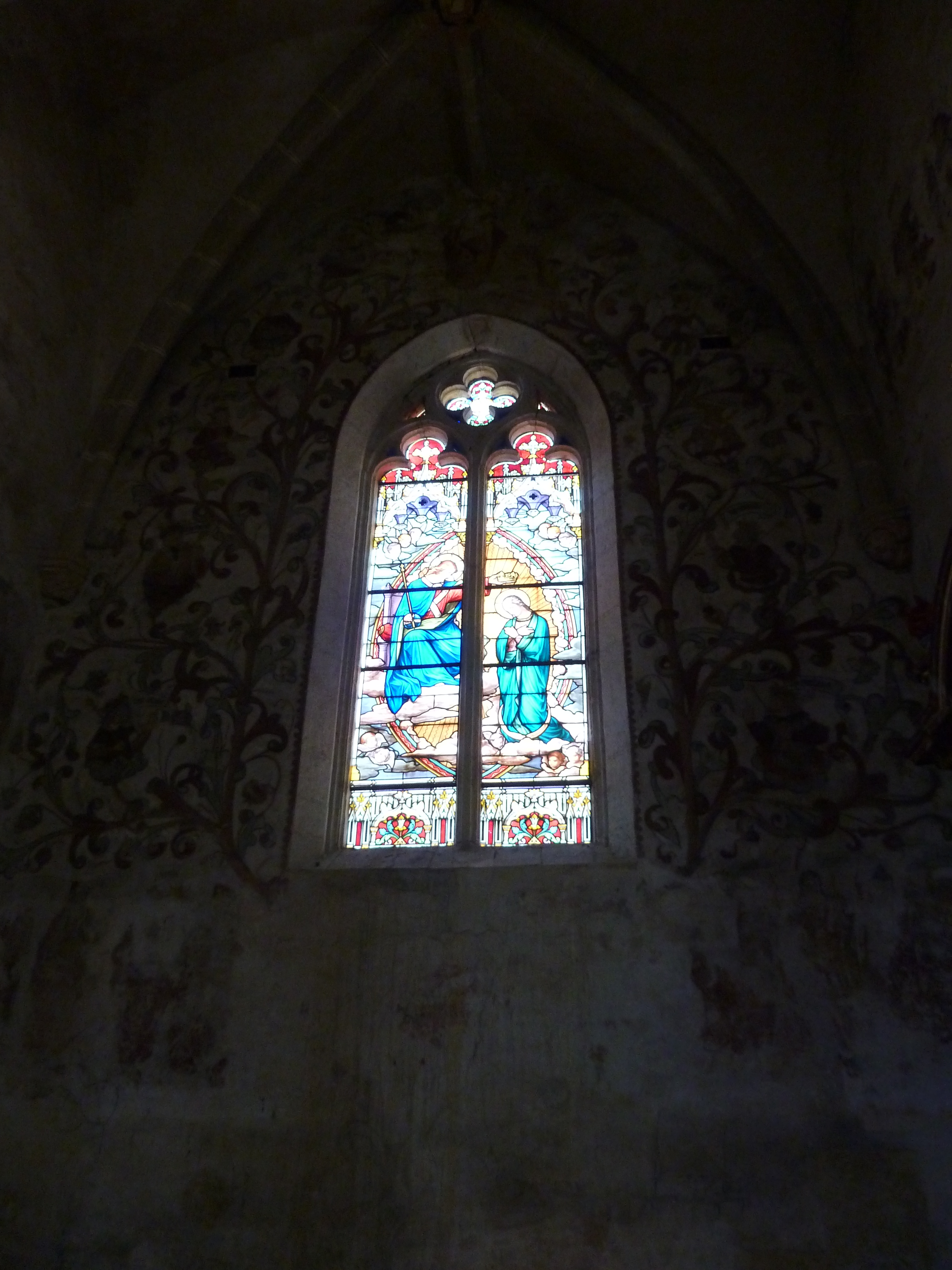
Arbre de Jessé
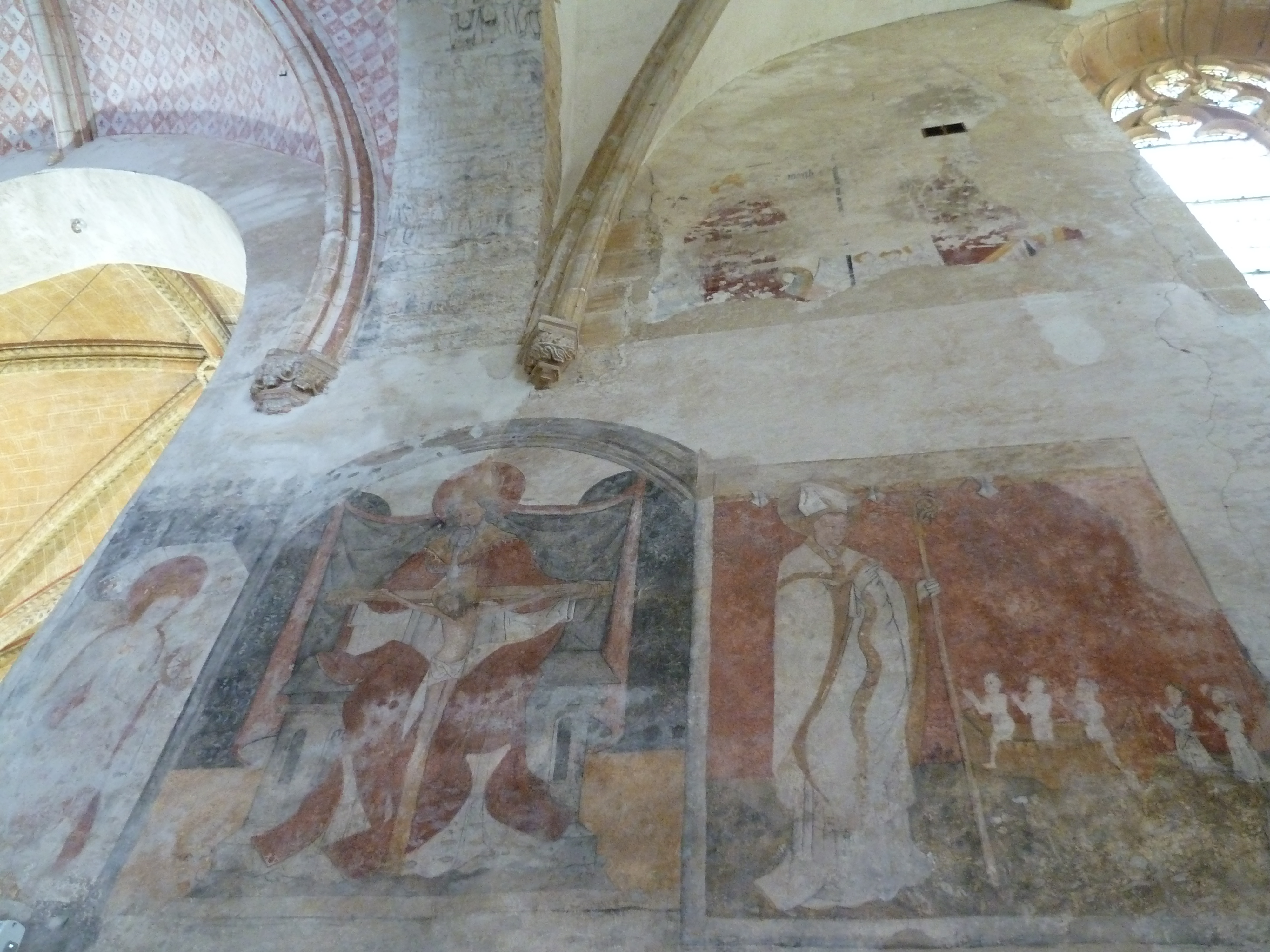
Trinité du mur Est du transept, saint Nicolas (à droite), sainte Catherine d'Alexandrie (à gauche)
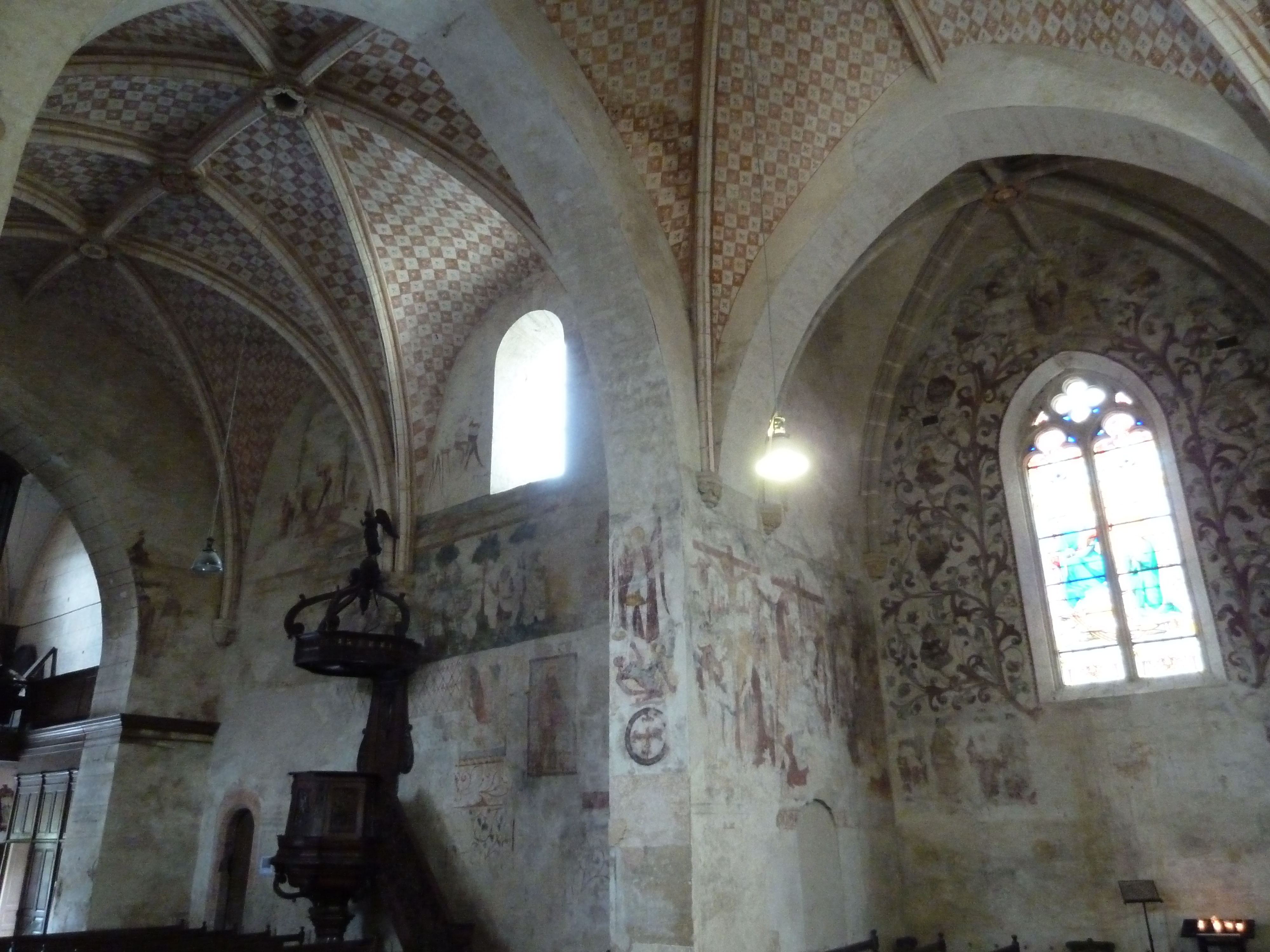
Vue d'ensemble transept ouest : saint Michel, Triptyque de la Croix et Arbre de Jessé
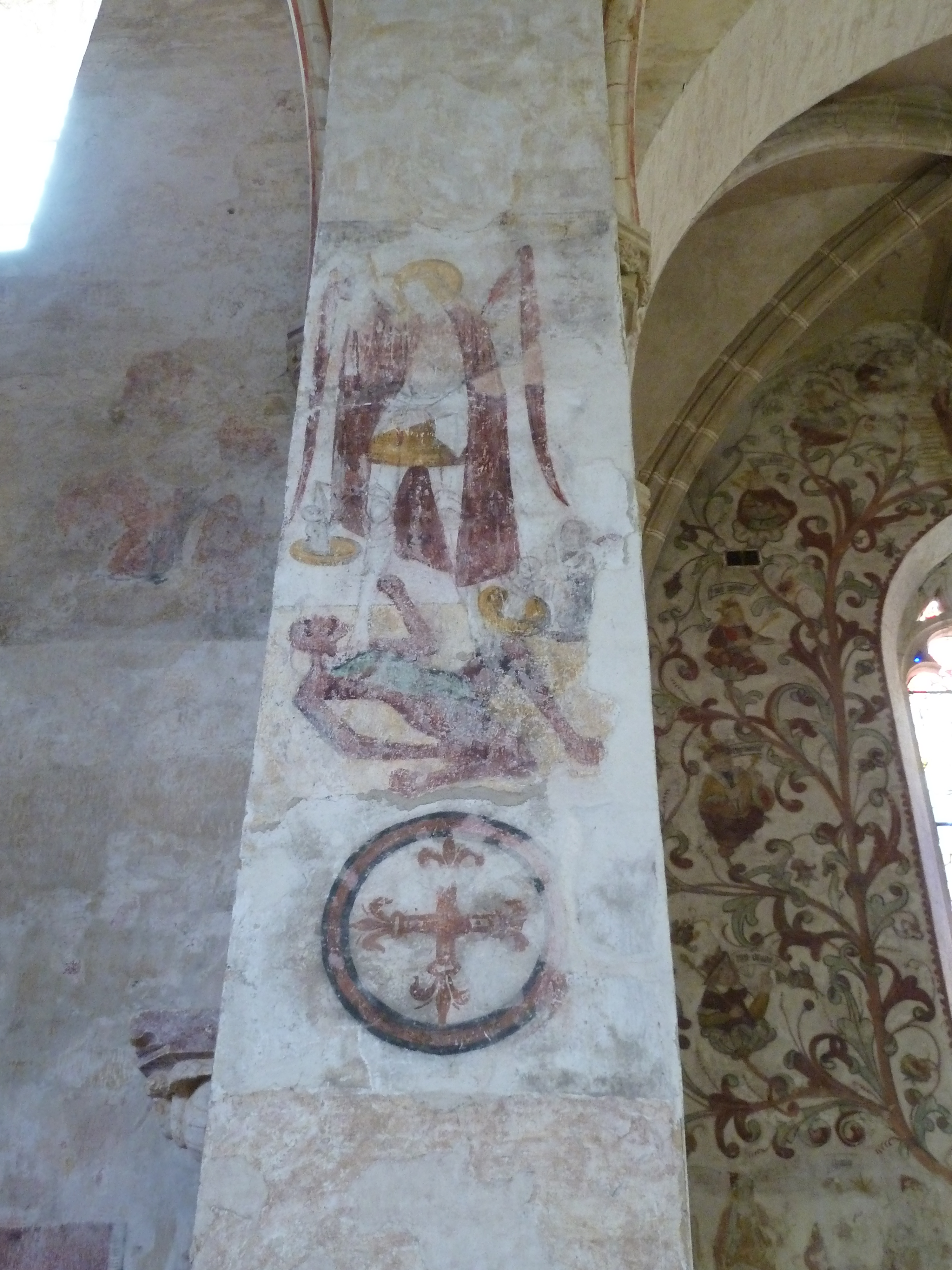
Saint Michel
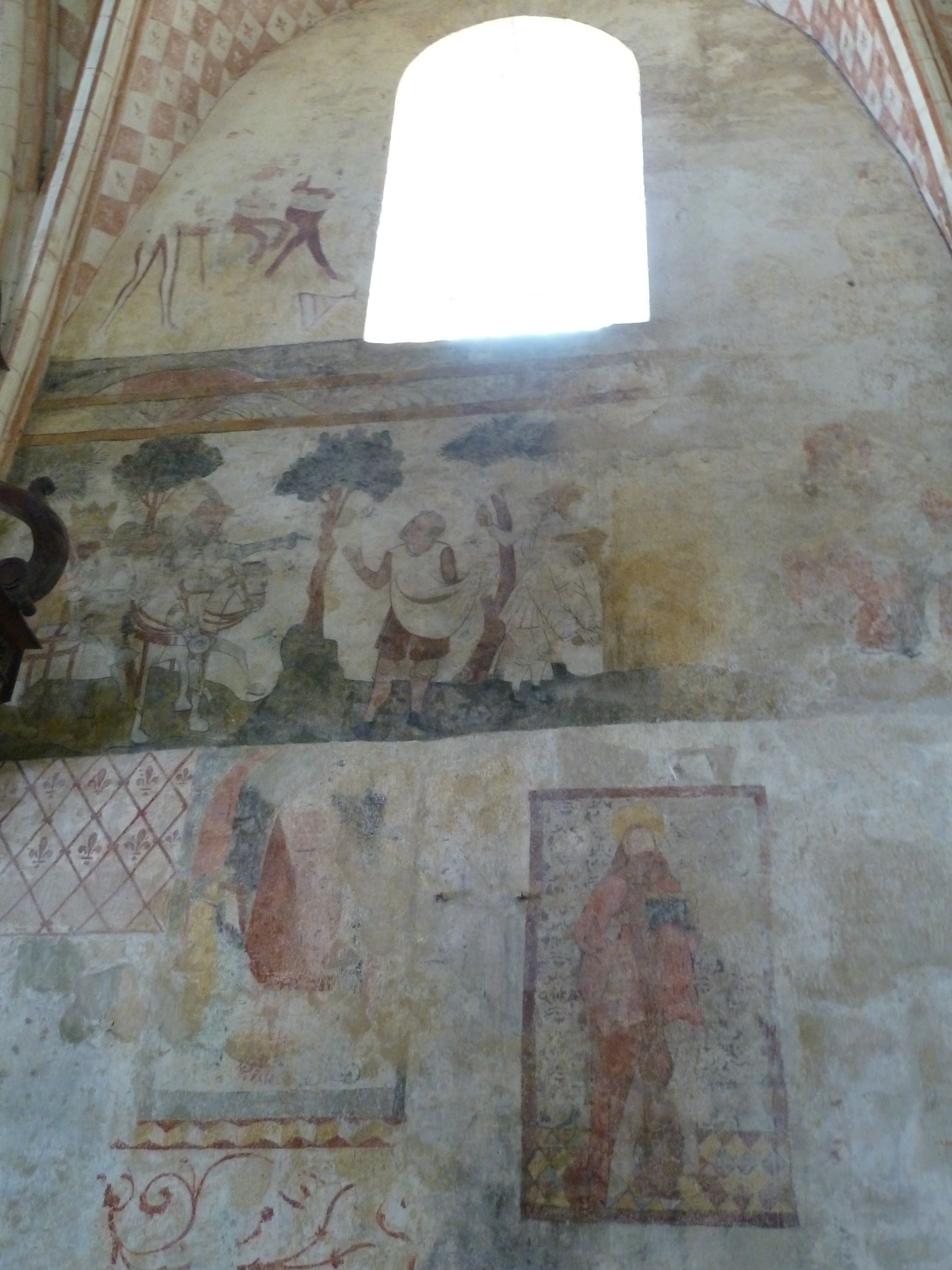
Fuite en Égypte
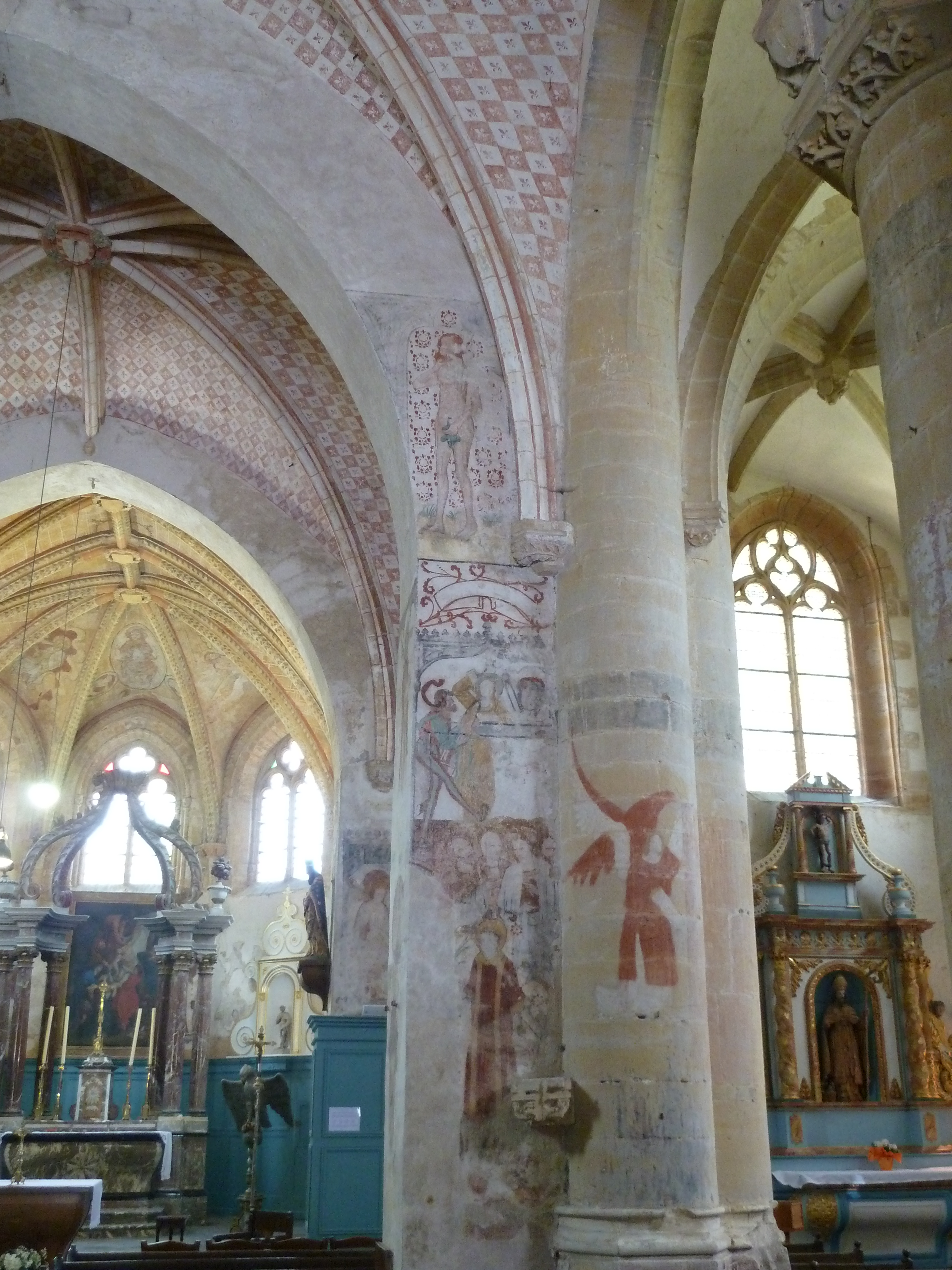
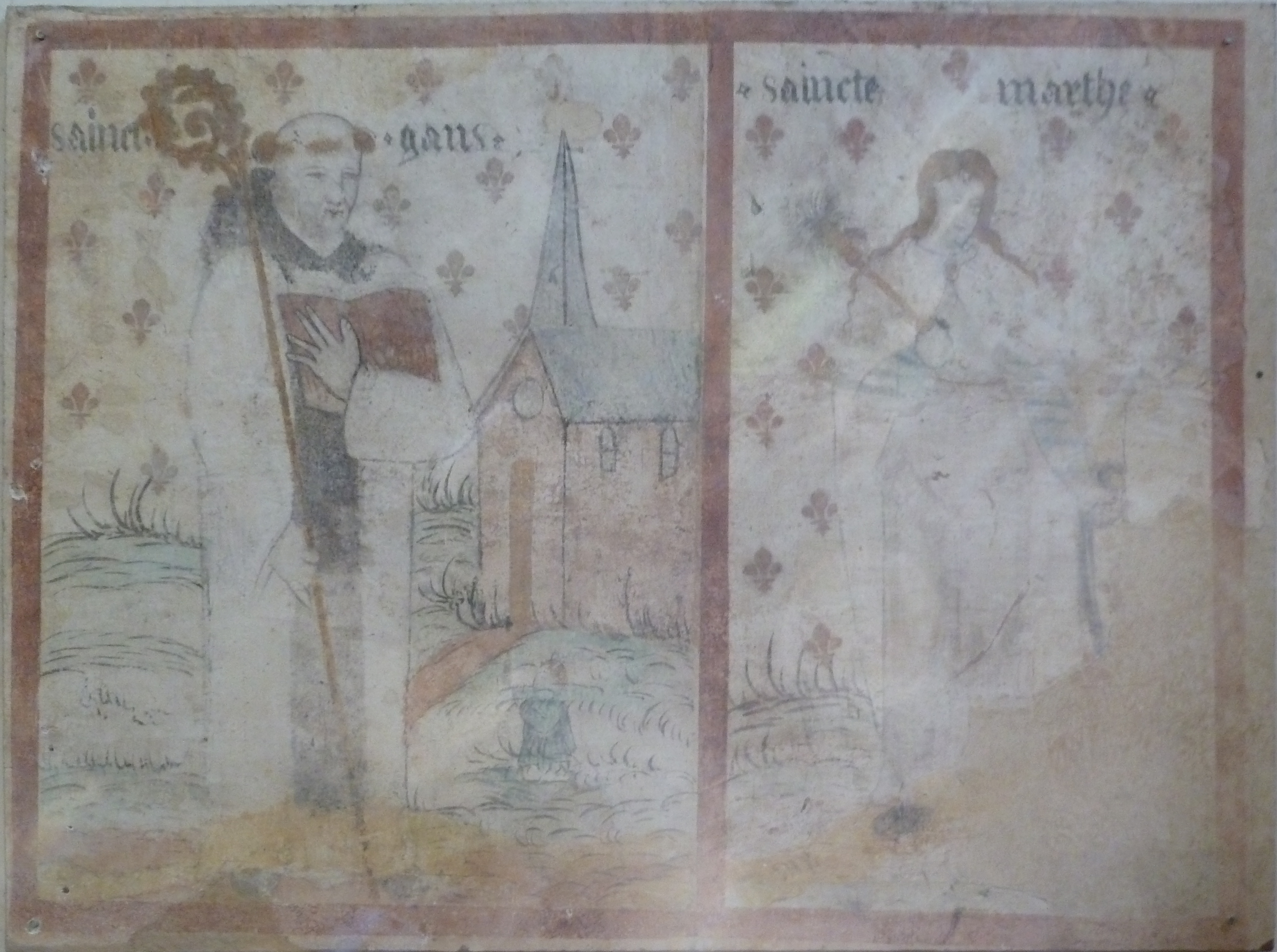
Saint Gaus et sainte Marthe
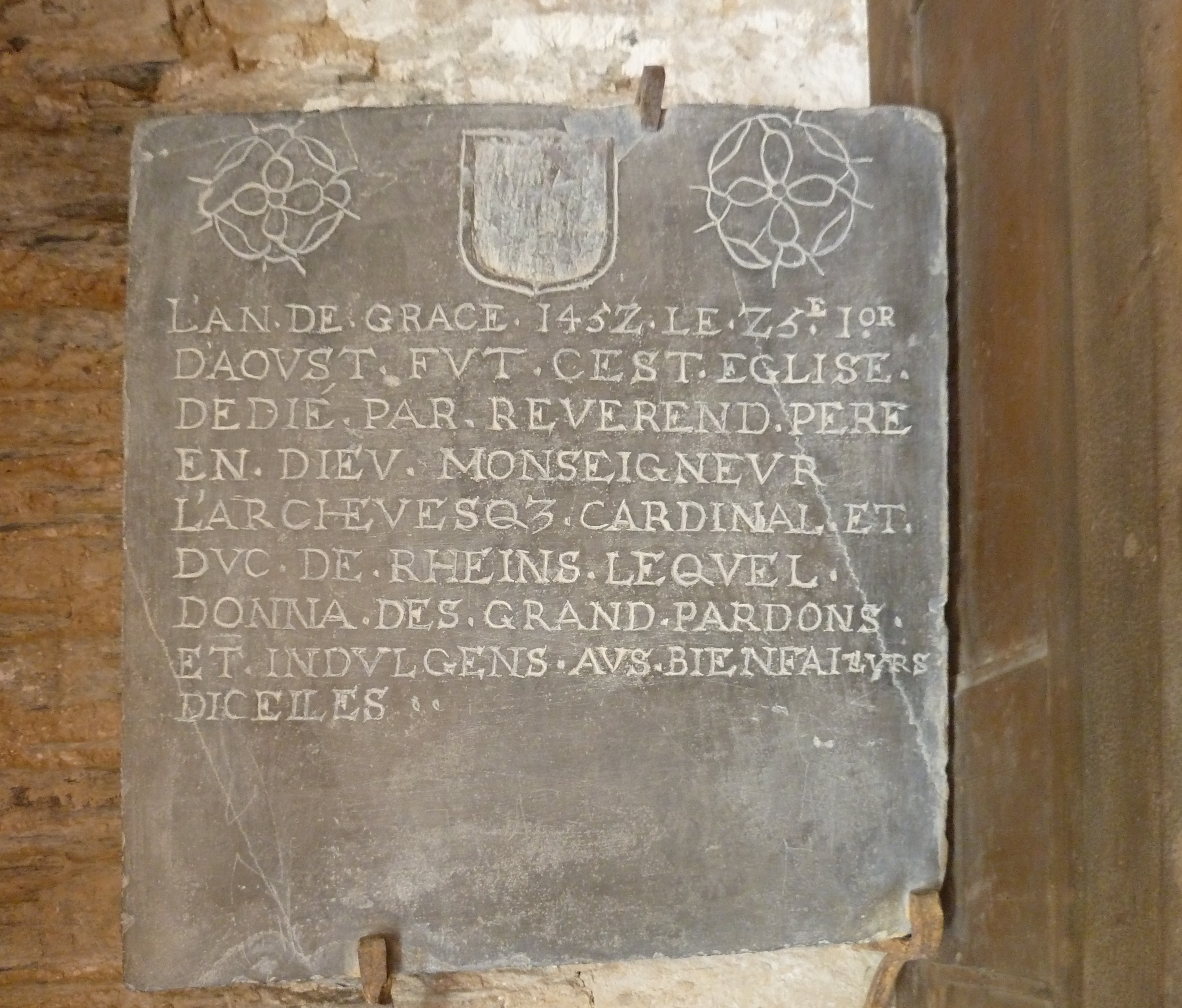
Plaque attestant de la consécration
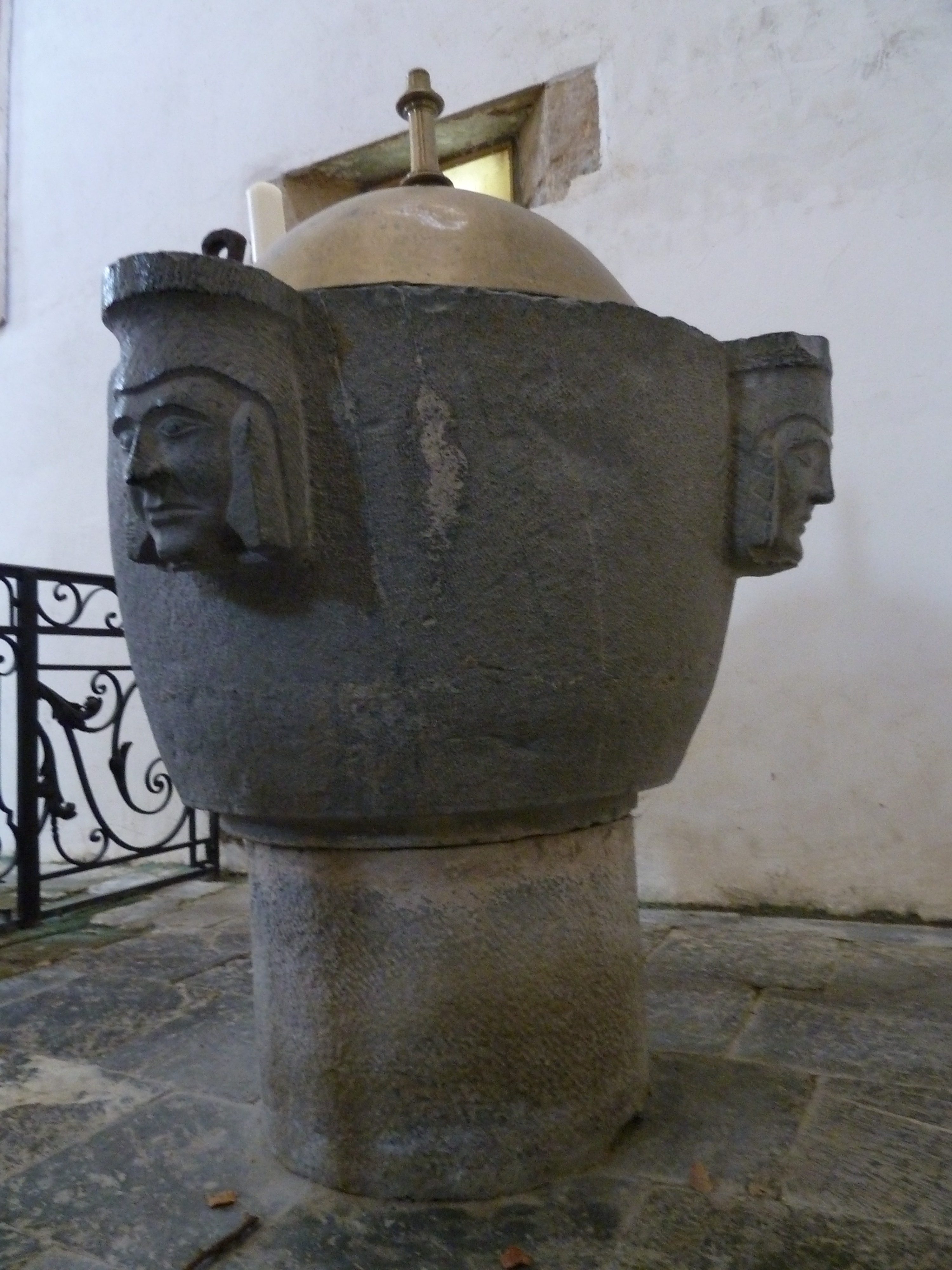
Fonts baptismaux
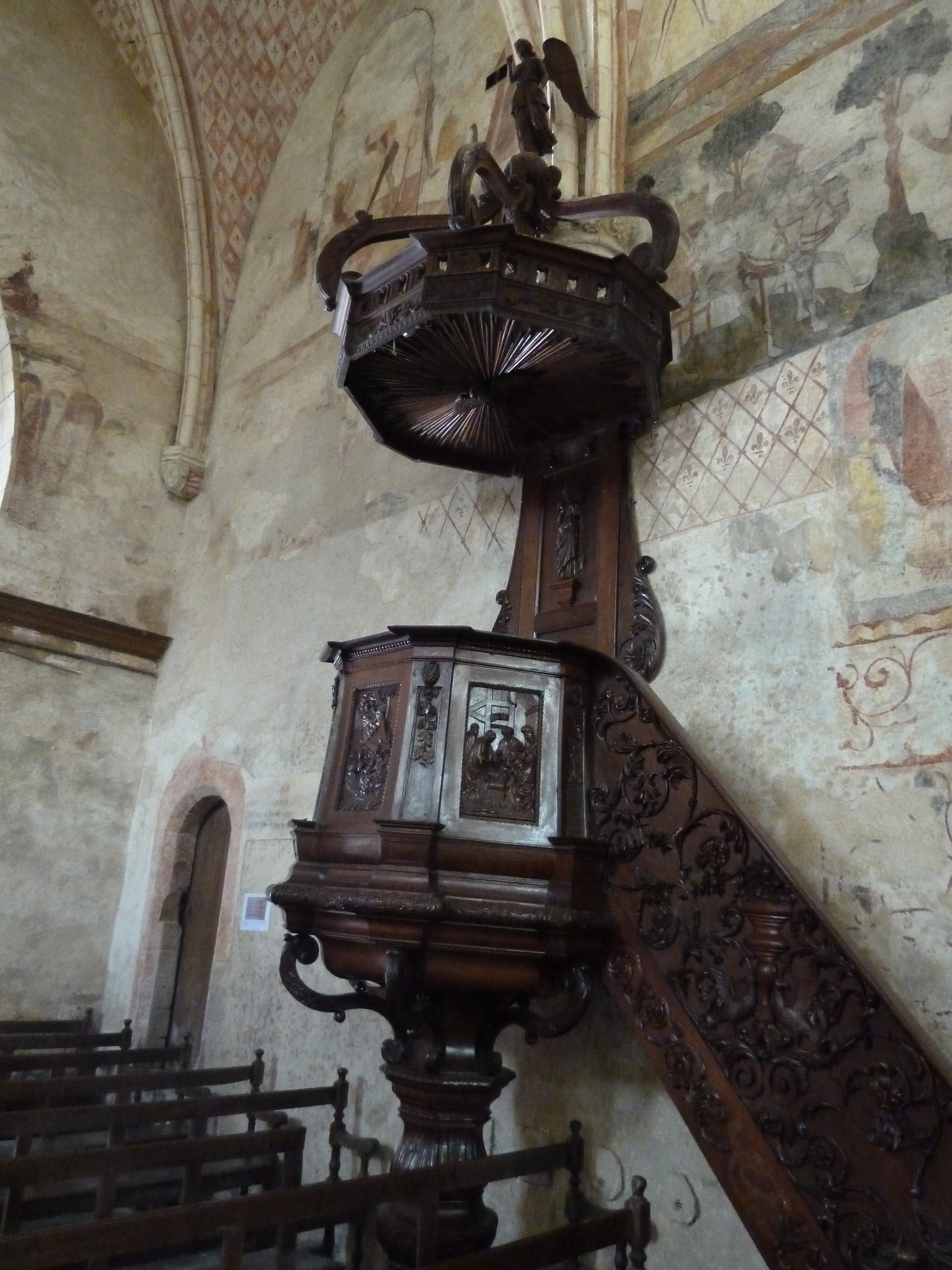
Chaire à prêcher
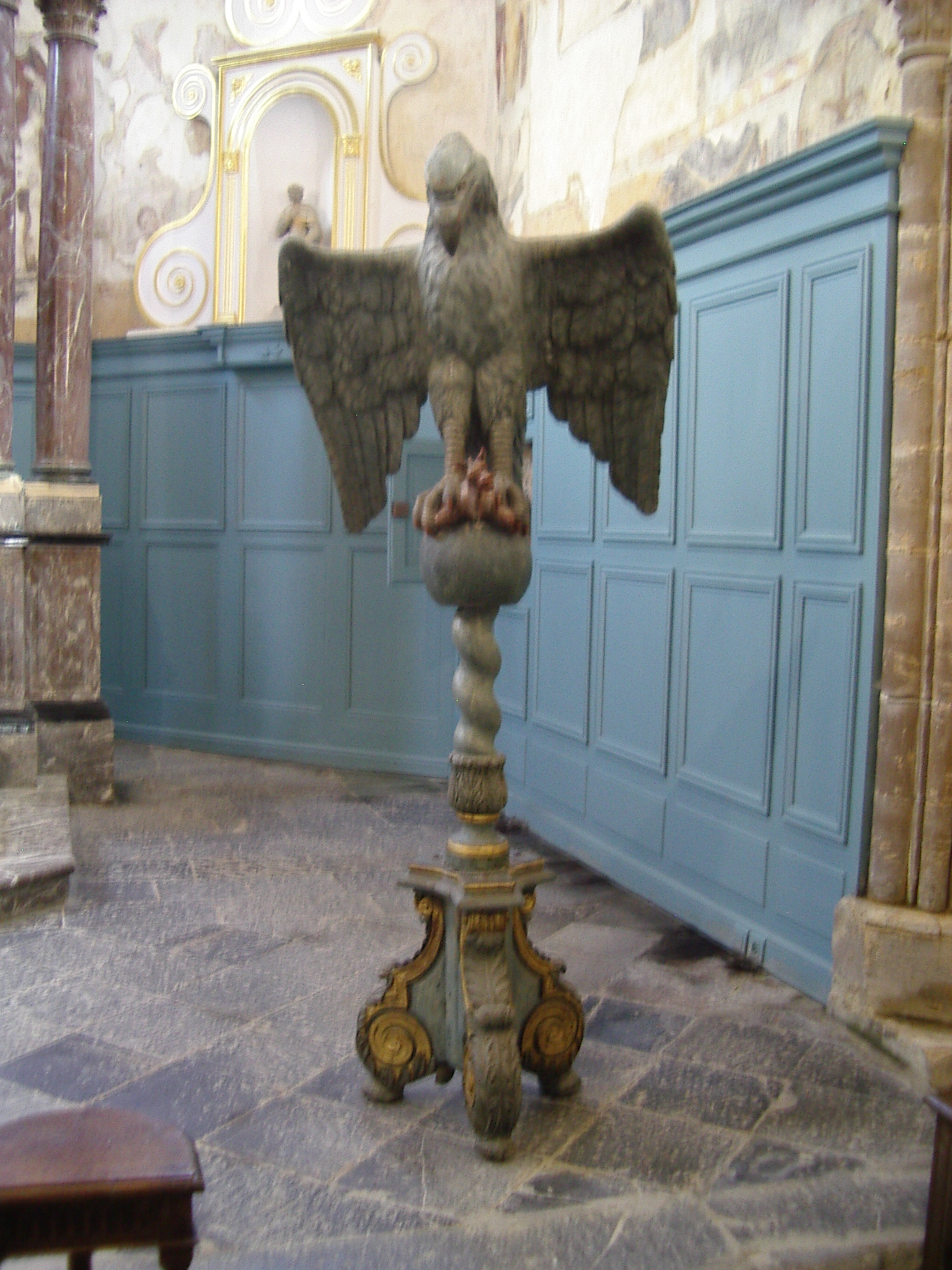
Aigle lutrin en bois sculpté
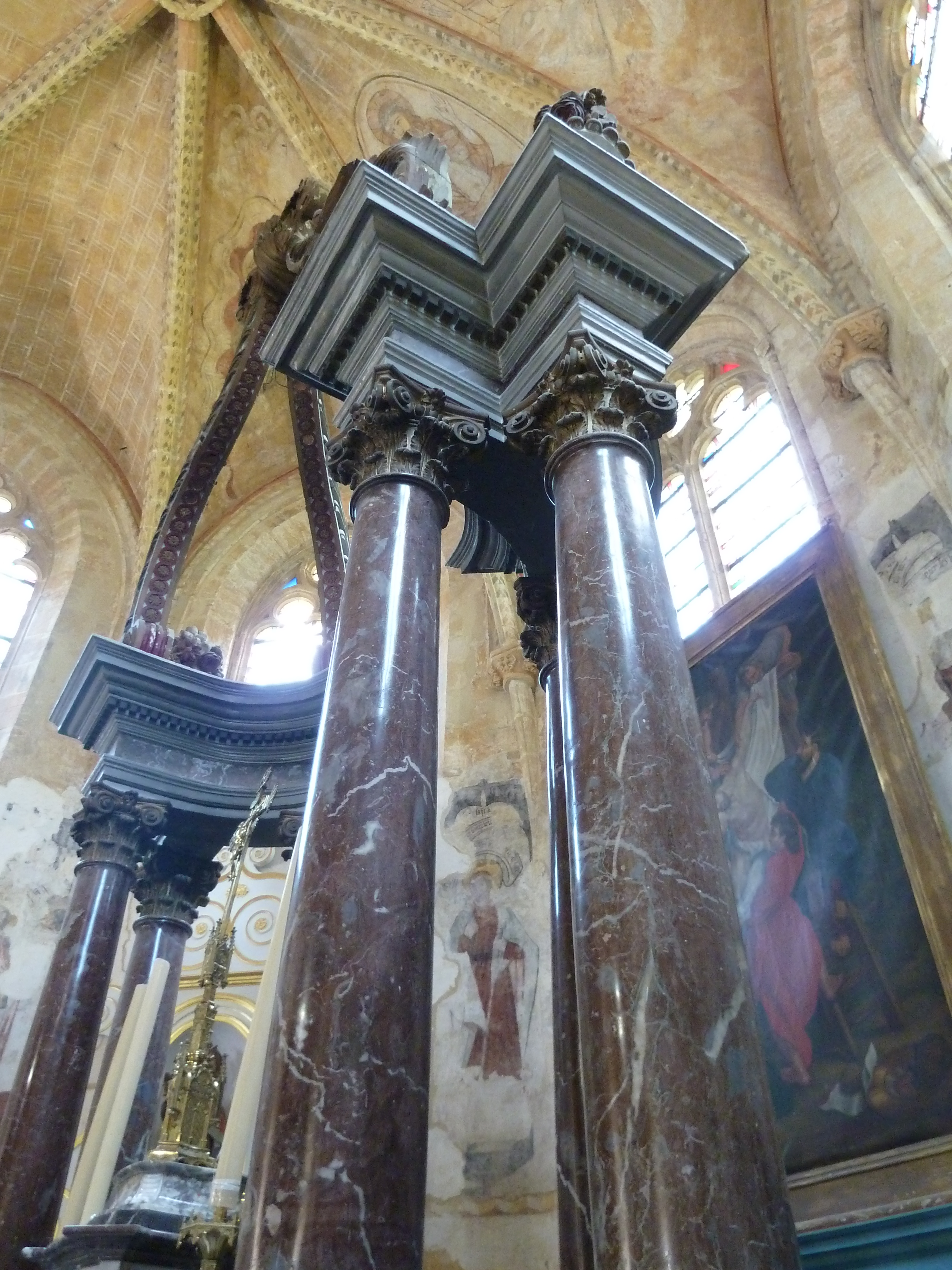
Colonnes du baldaquin du maître-autel en marbre